# ویکی دوستدار یادمان‌ها
ویکی دوستدار یادمان‌ها (انگلیسی: Wiki Loves Monuments) یک مسابقه عکاسی سالانهٔ بین‌المللی است که هر سال در ماه سپتامبر در سراسر جهان توسط اجتماع ویکی‌پدیا و با کمک ویکی‌مدیاهای محلی برگزار می‌شود.
شرکت کنندگان از آثار تاریخی محلی و مکان‌های میراث فرهنگی در منطقه خود عکس می‌گیرند و آن‌ها را در انبار ویکی‌مدیا بارگذاری می‌کنند. هدف از این رویداد برجسته کردن بناهای تاریخی کشورهای شرکت‌کننده با هدف تشویق مردم به ثبت تصاویری از این یادمان‌ها و قرار دادن آن‌ها تحت یک مجوز آزاد است که پس از آن نه تنها در ویکی‌پدیا، بلکه در همه جا توسط همه مورد استفاده قرار گیرد. عکس بگذارید برنده شوید.
نخستین مسابقهٔ ویکی دوستدار یادمان‌ها در سال ۲۰۱۰ در هلند به عنوان پروژهٔ آزمایشی برگزار شد. سال بعد به کشورهای دیگر اروپا گسترش یافت و طبق کتاب رکوردهای جهانی گینس، مسابقهٔ سال ۲۰۱۱ ویکی دوستدار یادمان‌ها رکورد جهانی بزرگ‌ترین رقابت عکاسی را شکست. این رقابت در سال ۲۰۱۲ با مجموع ۳۵ کشور شرکت‌کننده به فراسوی اروپا گسترش یافت. در طی ویکی دوستدار یادمان‌های ۲۰۱۲، بیش از ۳۵۰ هزار عکس از یادمان‌های تاریخی توسط بیش از ۱۵٬۰۰۰ شرکت‌کننده بارگذاری شد. در سال ۲۰۱۳، مسابقهٔ ویکی دوستدار یادمان‌ها، در شش قاره شامل قطب جنوب برگزار شد و مشارکت‌کنندگانی از بیش از ۵۰ کشور جهان داشت. مسابقهٔ سال ۲۰۱۶ توسط یونسکو پشتیبانی شد و ۱۰٬۷۰۰ شرکت‌کننده از ۴۳ کشور، ۲۷۷٬۰۰۰ عکس را را به مسابقه ارائه کردند.

## برندگان
در زیر فهرستی از برندگان جایزه رتبه اول بین‌المللی مسابقه ویکی دوستدار یادمان‌ها آمده‌است:
| عکس | سال  | عکاس                         | کشور    |
| --- | ---- | ---------------------------- | ------- |
|     | ۲۰۱۰ | Rudolphous                   | هلند    |
|     | ۲۰۱۱ | Mihai Petre                  | رومانی  |
|     | ۲۰۱۲ | Pranav Singh                 | هند     |
|     | ۲۰۱۳ | David Gubler                 | سوئیس   |
|     | ۲۰۱۴ | Konstantin Brizhnichenko     | اوکراین |
|     | ۲۰۱۵ | Marco Leiter                 | آلمان   |
|     | ۲۰۱۶ | Ansgar Koreng                | آلمان   |
|     | ۲۰۱۷ | Prashant Khatore             | هند     |
|     | ۲۰۱۸ | علیرضا اخلاقی                | ایران   |
|     | ۲۰۱۹ | Marian Naworski              | لهستان  |
|     | ۲۰۲۰ | فرزین ایزددوست‌دار            | ایران   |
|     | ۲۰۲۱ | Donatas Dabravolskas         | برزیل   |
|     | ۲۰۲۲ | Kriengsak Jirasirirojanakorn | تایلند  |
|     | ۲۰۲۳ | Mona Hassan Abo-Abda         | مصر     |